# 竹田津弥
竹田津 弥（竹田津 彌、たけだつ わたる、1874年（明治7年）2月14日 - 没年不明）は、大日本帝国陸軍軍人。最終階級は陸軍少将。位階勲等功級は従四位勲三等功五級。

## 経歴・人物
大分県出身。1896年（明治29年）陸軍士官学校第7期卒業。
1920年（大正9年）2月に福島連隊区司令官、同年8月に陸軍歩兵大佐、1922年（大正11年）8月に歩兵第77連隊長を経て、1924年（大正13年）2月4日に陸軍少将に昇進と同時に待命、同月26日に予備役に編入した。
1947年（昭和22年）11月28日、公職追放仮指定を受けた。

## 栄典
勲章等
- 1940年（昭和15年）8月15日 - 紀元二千六百年祝典記念章[6]